# Henryk Józef Nowacki
Henryk Józef Nowacki (sinh 1946) là Tổng giám mục của Giáo hội Công giáo người Ba Lan.  Ông đã dành phần lớn sự nghiệp của mình trong ngành ngoại giao của Tòa thánh.

## Cuộc đời
Henryk Józef Nowacki sinh ngày 11 tháng 8 năm 1946 tại Gunzenhausen. Ông được phong chức linh mục vào ngày 31 tháng 5 năm 1970 do giám mục Jerzy Karol Ablewicz, Giám mục chính tòa của Tarnów, thụ phong.
Vào ngày 8 tháng 2 năm 2001, Giáo hoàng Gioan Phaolô II đã bổ nhiệm ông làm Tổng giám mục chính thức của Blera và Sứ thần Tòa thánh tại Slovakia.  Ông được Giáo hoàng Gioan Phaolô II tấn phong giám mục vào ngày 19 tháng 3 năm 2001. Ngày 28 tháng 11 năm 2007, Giáo hoàng Biển Đức XVI đã bổ nhiệm ông là Sứ thần Tòa thánh tại Nicaragua.
Giáo hoàng Biển Đức XVI sau đó tiếp tục đã bổ nhiệm ông làm Sứ thần Tòa thánh tại Thụy Điển và Iceland vào ngày 28 tháng 6 năm 2012.  Vào ngày 6 tháng 10 năm 2012 Nowacki cũng được bổ nhiệm làm Sứ thần Tòa thánh tại Đan Mạch, Phần Lan và Na Uy.
Ông đã nghỉ hưu vào tháng 2 năm 2017 vì lý do sức khỏe.